# برنارد لويس
برنارد لويس  (بالإنجليزية: Bernard Lewis) (ولد في 31 مايو 1916 - وتوفي في 19 مايو 2018) من مواليد لندن ببريطانيا. هو أستاذ فخري بريطاني-أمريكي لدراسات الشرق الأوسط في جامعة برنستون ومستشرق يهودي. وتخصص في تاريخ الإسلام والتفاعل بين الإسلام والغرب وتشتهر خصوصا أعماله حول تاريخ الدولة العثمانية. وهو من أبرز المخططين لمشاريع تقسيم الوطن العربي.
لويس هو أحد أهم علماء الشرق الأوسط الغربيين التي طالما ما سعى صناع السياسة من المحافظين الجدد مثل إدارة الرئيس الأمريكي جورج دبليو بوش إلى الحصول على استشارتهم.

## السيرة
ولد من أسرة يهودية من الطبقة الوسطى في لندن. اجتذبته اللغات والتاريخ منذ سن مبكرة، اكتشف عندما كان شابا اهتمامه باللغة العبرية ثم انتقل إلى دراسة الآرامية والعربية، ثم بعد ذلك اللاتينية واليونانية والفارسية والتركية.[بحاجة لمصدر]
تخرج عام 1936 من كلية الدراسات الشرقية والإفريقية (SOAS)، في جامعة لندن، في التاريخ مع تخصص في الشرق الأدنى والأوسط. حصل على الدكتوراه بعد ثلاث سنوات، من كلية الدراسات الشرقية والأفريقية متخصصاً في تاريخ الإسلام.
اتجه لويس أيضا لدراسة القانون، قاطعاً جزءاً من الطريق نحو أن يصبح محاميا، ثم عاد إلى دراسة تاريخ الشرق الأوسط 1937. ألتحق بالدراسات العليا في جامعة باريس السوربون، حيث درس مع لويس ماسينيون وحصل على دبلوم في الدراسات السامية عام 1937. عاد إلى SOAS في عام 1938 كمساعد محاضر في التاريخ الإسلامي.
أثناء الحرب العالمية الثانية، خدم لويس في الجيش البريطاني في الهيئة الملكية المدرعة وهيئة الاستخبارات سنة 1940، ثم أعير إلى وزارة الخارجية.
وبعد أن وضعت الحرب أوزارها عاد إلى كلية الدراسات الشرقية والإفريقية (SOAS)، وفي عام 1949 عُيّن -وهو في الثالثة والثلاثين من عمره- أستاذا لكرسي جديد في تاريخ الشرقَيْن: الأدنى والأوسط.
انتقل برنارد لويس إلى الولايات المتحدة الأمريكية حيث أصبح يعمل كأستاذ محاضر بجامعة برنستون وجامعة كورنل في السبعينات.
حصل على الجنسية الأمريكية سنة 1982 كما حاز على العديد من الجوائز من قبل مؤسسات تعليمية أمريكية لكتبه ومقالاته في مجال الإنسانيات.

## مقولاته
قال برنارد لويس:
«إن العرب والمسلمين قوم فاسدون مفسدون فوضويون لا يمكن تحضيرهم وإذا تركوا لأنفسهم فسوف يفاجئون العالم المتحضر بموجات بشرية إرهابية تدمر الحضارات وتقوض المجتمعات ولذلك فإن الحل السليم للتعامل معهم هو إعادة احتلالهم واستعمارهم وتدمير ثقافتهم الدينية وتطبيقاتها الاجتماعية. وفي حال قيام أمريكا بهذا الدور فإن عليها أن تستفيد من التجربة البريطانية والفرنسية في استعمار المنطقة لتجنب الأخطاء والمواقف السلبية التي اقترفتها الدولتان. إنه من الضروري إعادة تقسيم الأقطار العربية والإسلامية إلى وحدات عشائرية وطائفية، ولا داعي لمراعاة خواطرهم، أو التأثر بانفعالاتهم وردود الأفعال لديهم، ويجب أن يكون شعار أمريكا في ذلك: إما أن نضعهم تحت سيادتنا، أو ندعهم ليدمروا حضارتنا.. ولا مانع من أن تكون مهمتنا المعلنة هي: تدريب شعوب المنطقة على الحياة الديمقراطية.. ويجب أن تقوم أمريكا بالضغط على قياداتهم الإسلامية (دون مجاملة ولا لين ولا هوادة) ليخلصوا شعوبهم من المعتقدات الإسلامية الفاسدة.. ولذلك، يجب تضييق الخناق على هذه الشعوب ومحاصرتها، واستثمار التناقضات العرقية، والعصبيات القبلية والطائفية فيها، قبل أن تغزو أمريكا وأوروبا وتدمر الحضارة فيهما.»

## أبحاث لويس
يمتد تأثير لويس إلى ما وراء العمل الأكاديمي، ليبلغ الناس. فهو باحث رائد في التاريخ الاجتماعي والاقتصادي الشرق أوسطي، ومعروف ببحوثه الشاملة في الأرشيف العثماني. ابتدأ مهامه البحثية بدراسة عرب القرون الوسطى، لا سيما تاريخ السوريين. ولكنه اضطر لتغيير اختصاصه بعد اندلاع الصراع العربي الإسرائيلي واتجه إلى الدراسات التركية نتيجة منع معظم الدول العربية من دخوله لأراضيها للدراسة والبحث التاريخي لأنه يهودي. وعدت محاضرته الأولى التي كرست للنقابات المهنية لدى مسلمي القرون الوسطى العمل الأكثر اعتمادية عليه لما يناهز الثلاثين سنة.
انتقل لويس لدراسة الدولة العثمانية، فيما يواصل البحث في التاريخ العربي من خلال الأرشيف العثماني. وأدت سلسلة الأبحاث التي نشرها لويس على امتداد بضعة سنوات لاحقة إلى تثوير تاريخ الشرق الأوسط عبر تقديمه صورة واسعة للمجتمع الإسلامي، تشمل الحكومة والإقتصاد والجغرافيا السكانية.

## آراؤه وتأثيره على السياسة
برز لويس خلال منتصف ستينيات القرن العشرين كمعلق وخبير على الشؤون الحديثة لمنطقة الشرق الأوسط وتحليله للصراع الفلسطيني الإسرائيلي وانتشار ظاهرة الإسلام الجهادي التي جعلته شهيراً وأثارت له كثيراً من الجدل. قال عنه المؤرخ الأمريكي جول بنين من جامعة ستانفورد والمختص بدراسات الشرق الأوسط بأنه «لربما أكثر مناصري الصهيونية المتعلمين ذوي اللسان المبين في الأوساط الأكاديمية المعنية بالدراسات الشرق الأوسطية على قارة أمريكا الشمالية.» وكان لاستشارات لويس تأثيرها الملحوظ بفضل سلطانه العلمي بمجاله البحثي. فقال عنه نائب الرئيس الأمريكي ديك تشيني: «إن صانعي السياسة والدبلوماسيين وأقرانه من الأكاديميين والإعلام الجديد يسعون يومياً إلى حكمته في هذا القرن الجديد.»
كان لويس من الناقدين اللاذعين للاتحاد السوفيتي، وواصل لويس السير على خطا التقليد الليبرالي المتبع بالخوض في الدراسات الإسلامية التاريخية. وتجلت آراءه الماركسية التي كان مؤمناً بها في البداية على أول كتاب من تأليفِه والذي حمل عنوان «أصول الإسلام السياسي» (بالإنجليزية: The Origins of Ismailism)، وقد نبذ لويس الماركسية فيما بعد وتخلى عن آراءه هذه. أما أعماله اللاحقة فكانت ردة فعل على مدرسة العالم الثالث الصادرة عن اليسار السياسي، والتي أصبحت من مدارس الفكر الرئيسية في الأوساط الأكاديمية لمجال الدراسات الشرق أوسطية.
كما دعا لويس إلى توطيد وتقوية أواصر علاقات العالم الغربي مع دولتين من دول المنطقة وهما تركيا وإسرائيل والتي عدهما هامتان ولا سيما في ضوء المد الشيوعي السوفيتي آنذاك في الشرق الأوسط. ولدولة تركيا الحديث مكانة خاصة من وجهة نظر لويس إزاء المنطقة بأكملها بسبب جهودها للانضمام إلى دول العالم الغربي المتقدمة. وكان لويس زميلاً شرفياً في معهد الدراسات التركية (ITS)، وقد مُنِحت له هذه العضوية على «تميزه في العمل البحثي الحائز على الاعتراف عموماً...وخدمته المديدة والمتفانية في مجال الدراسات التركية».
يعتبر أحد أبرز منكري الإبادة الجماعية الأرمنية حيث تغير موقفا جذريا من الاعتراف بوقوع المجازر التي أودت بحياة أكثر من مليون ونصف إنسان على يد العثمانيين إلى رفض تسمية ما حدث بالمجزرة واعتبارها «أعمال مؤسفة أودت بحياة أتراك وأرمن على حد سواء». أدى موقفه هذا إلى محاكمته في فرنسا حيث قررت المحكمة كونه مذنبا بتهمة إنكار مذبحة الأرمن وتغريمه مبلغ رمزي قدره فرنك فرنسي واحد.

### نقاشاته مع إدوارد سعيد
عُرِفَ برنارد لويس بنقاشاته الأدبية مع المنظر الأدبي الأمريكي ذي الأصول الفلسطينية إدوارد سعيد، وقد هدف سعيد إلى تفكيك ما أطلق عليه مسمى الدراسات الاستشراقية. اعتبر إدوارد سعيد الذي كان أستاذاً في جامعة كولومبيا النيويوركية أعمال لويس بأنها مثال أولي على الاستشراق في كتابه «استشراق» الذي يعود لعام 1978 وكتابه «تغطية الإسلام». واعتبر سعيد أن مجال الدراسات الاستشراقية في نظره كان ممارسات ثقافية سياسية تحورت بصور التأكيد الذاتي وليس الدراسة الموضوعية، وزاد عليه أن اعتبرها ضرباً من ضروب العنصرية وأداةً للهيمنة الاستعمارية. وشكك سعيد من الحيادية العلمية إزاء العالم العربي لبعض وليس جميع الباحثين المختصين بمنطقة الشرق الأوسط وكان منهم لويس. فلمح سعيد في مقابلة له مع صحيفة الأهرام الأسبوعية إلى اعتبار معرفة لويس بالمنطقة بأنها منحازة لدرجة أنه لا يستطيع أخذها على محمل الجد وأدعى قائلاً «لم تطأ قدم برنارد لويس الشرق الأوسط والعالم العربي لمدة أربعين عاماً. يخبرونني أنه يعلم أشياءً عن تركيا ولا يعلمُ شيئاً أبداً عن العالم العربي.» واعتبر سعيد أن قرينه لويس يعامل الإسلام بصفته كياناً ووحدة واحدة متناغمة دون حدٍ أدنى من التعددية والديناميكيات الداخلية لهذا الدين، وتعقيداته التاريخية كما واتهمه «بالغوغائية والجهل الصريح».

## مؤلفاته وكتبه حول الإسلام
ألف برنارد لويس عدة كتب وله عدة مقالات صحفية «جريدة The New Yorker» حيث تتمحور أغلب كتاباته حول الإسلام والشرق الأوسط وكذا المجتمعات الإسلامية وعلاقاتها بالغرب وأيضا تم ترجمة أغلب مؤلفاته إلى 20 لغة منها العربية، الفارسية، التركية والأندونيسية وفي ما يلي أهم عناوين كتب برنارد لويس:
- كتاب: «أزمة الإسلام الحرب الأقدس والإرهاب المدني».
- كتاب: «العرب في التاريخ».
- كتاب: «اين الخطأ؟».
- كتاب: «الهويات المتعددة للشرق الأوسط».
- كتاب: «الإسلام الأصولي في وسائل الإعلام الغربية من وجهة نظر امريكية».
- كتاب: «استنبول وحضارة الخلافة الإسلامية».
- كتاب: «إكتشاف المسلمين لأوربا».
- كتاب: «فرقة الحشاشين».
- كتاب: «صدام الحضارات المسلمون والمسيحيون واليهود في عصر الإكتشافات الجغرافية».
- كتاب: «الحشاشون فرقة ثورية في تاريخ الإسلام».
- كتاب: «كتاب من بابل إلى التراجمة تفسير الشرق الأوسط».

- 1940 The Origins of Ismailism
- 1947 Handbook of Diplomatic and Political Arabic
- العرب في التاريخ، 1950م.
- 1961 The Emergence of Modern Turkey
- The Middle East and the West 1964
- 1967 The Assassins. A Radical Sect in Islam
- 1973 Islam in History
- 1976 Studies in Classical and Ottoman Islam
- 1978 Population and Revenue in the Towns of Palestine in the Sixteenth Century
- 1982 The Muslim Discovery of Europe
- 1987 Islam from the Prophet Muhammad to the Capture of Constantinople
- Semites and Anti-Semites 1988[25]

والمقال الذي حصل عليه على جائزة "George Polk" عنوانه (أزمة الإسلام) والذي أصبح في ما بعد عنوان لكتاب

## اثارته للجدل
ينسب للمؤرخ "برنارد لويس" انه في بداية الثمانينات وضعه مشروع أطلق عليه اعلاميا " مخطط برنارد لويس لتفتيت الدول العربية والاسلامية " والذي يهدف لتفكيك الوحدة الدستورية لجميع الدول العربية والإسلامية وتفتيت كل منها إلى مجموعة من الدويلات العرقية والدينية والمذهبية والطائفية، حيث قام بتقديم  ثانى محاولات التقسيم والتدخل بعد تقسيم سايكس بيكو الشهير.

## الوفاة
توفي يوم السبت الموافق 3 رمضان 1439 هـ / 19 مايو 2018م عن عمر ناهز 102 سنة في نيوجيرسي في الولايات المتحدة.

## وصلات خارجية
- برنارد لويس على موقع IMDb (الإنجليزية)
- برنارد لويس على موقع مونزينجر (الألمانية)
- برنارد لويس على موقع إن إن دي بي (الإنجليزية)
- أعمال بواسطة برنارد لويس في المكتبة المفتوحة على أرشيف الإنترنت
- صفحة لويس على موقع جامعة برنتسون نسخة محفوظة 5 مارس 2021 على موقع واي باك مشين.
- Lewis مرات الظهور على سي-سبان